# ماتياس بلاتسيك
ماتياس بلاتسيك (بالألمانية: Matthias Platzeck) (مواليد 29 ديسمبر 1953 في بوتسدام)، سياسي ألماني ينتمي إلى الحزب الديمقراطي الاجتماعي الألماني (SPD). يشغل منصب رئيس المنتدى الألماني الروسي منذ عام 2014. من نوفمبر 1998 إلى يونيو 2002 كان بلاتسيك عمدة بوتسدام. في 26 يونيو 2002 تم انتخابه لخلافة مانفريد شتولبه كرئيس وزراء لولاية براندنبورغ. في يوليو 2000 ترأس حزبه على مستوى ولاية براندنبورغ و 15 نوفمبر 2005 إلى 10 أبريل 2006 ترأس الحزب على مستوى ألمانيا. بعد إعادة انتخاب لدورتين في عامي 2004 و 2009 استقال بلاتسيك في 26 أغسطس 2013 من رئاسة الحزب وفي 28 أغسطس 2013 من رئاسة حكومة الولاية لأسباب صحية.

## روابط خارجية
- ماتياس بلاتسيك على موقع مونزينجر (الألمانية)